# Bacara

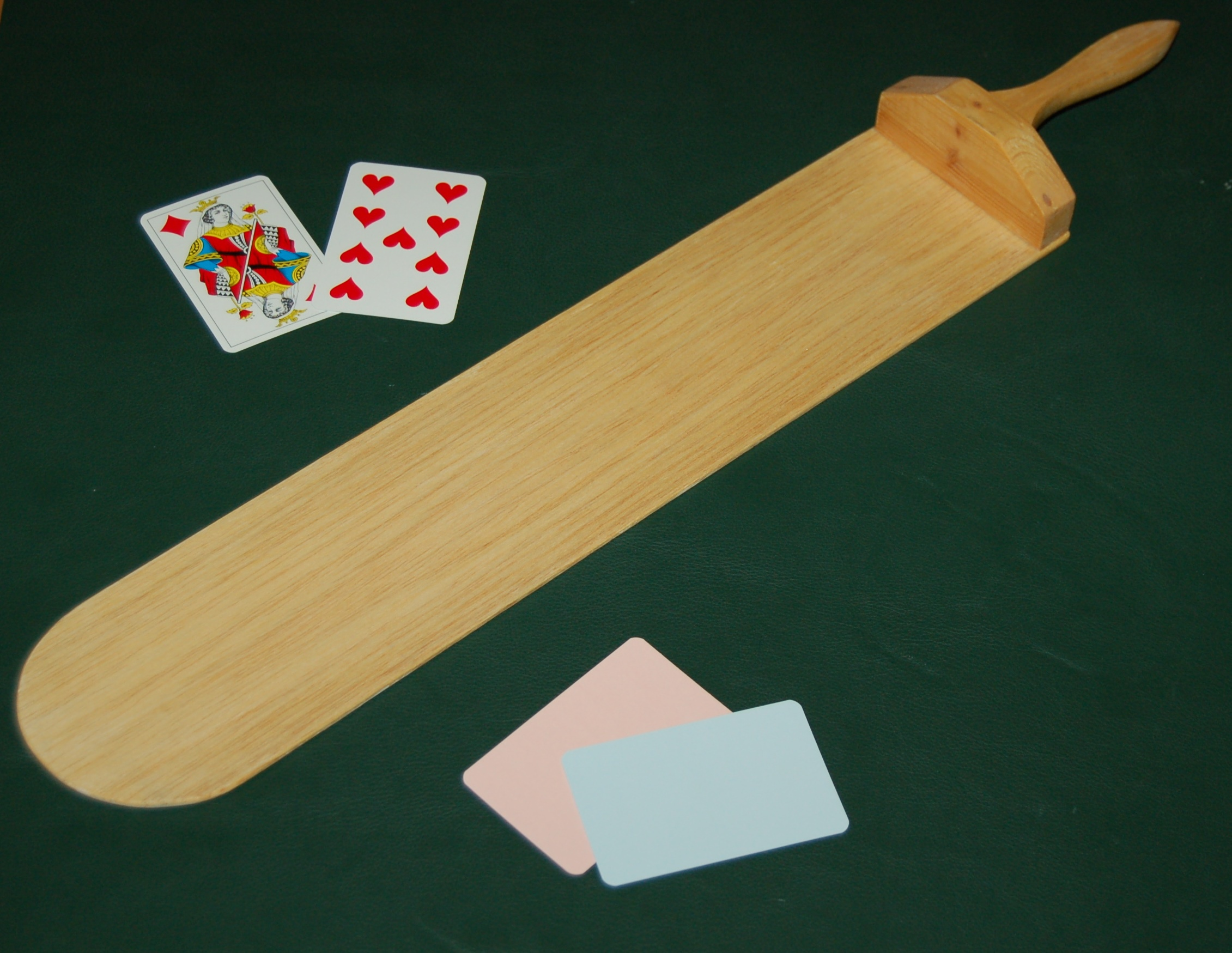

Jocul de bacara (în franceză baccara) este un joc popular de cazinou, apărut cu foarte mult timp în urmă. A devenit cunoscut în Franța și de-a lungul timpului, și-a câștigat o recunoaștere internațională. Cazinouri din întreaga lume oferă în zilele noastre o versiune a acestui joc. Cea mai cunoscută și apreciată versiune este cea numită punto banco, fiind și cea mai simplă și accesibilă. Celelalte două versiuni sunt numite chemin de fer și baccarat banque. Versiunea punto banco nu implică nici un fel de aptitudini sau competente deosebite, cel mai important factor fiind norocul și șansa.

## Istorie
Originile jocului sunt disputate. Unele surse susțin că datează din secolul al XIX-lea, altele susțin că jocul a fost adus în Franța din Italia la sfârșitul secolului al XV-lea de către soldații care se întorceau din războaiele din Italia în timpul domniei regelui Carol al VIII-lea al Franței.
Bacaraua a fost popular în rândul nobilimii franceze încă din secolul al XIX-lea. În timpul epocii napoleoniene și înainte de legalizarea jocurilor de noroc în cazinouri în 1907, era obișnuit ca oamenii din Franța să joace bacara în săli de joc private. Referitor la această perioadă, baccarat banque este cea mai veche formă de bacara; este un joc de trei persoane menționat în Album des jeux al lui Charles Van-Tenac. Mai târziu, chemin de fer a apărut ca un joc cu sumă zero pentru două persoane de către baccarat banque. Baccarat punto banco, în care jucătorul pariază dacă mâna jucătorului sau a bancherului va câștiga, a fost o schimbare semnificativă în dezvoltarea baccaratului modern. A evoluat într-un joc de casă în Havana în anii 1940 și este cea mai populară formă contemporană.
Cazinourile din SUA obțin o parte din ce în ce mai mare din veniturile lor din jocurile de bacara. De exemplu, în mai 2012, doar 18,3% din totalul câștigurilor din Nevada au fost obținute din jocurile de masă de bacara. Totuși, acest procent a crescut la 33,1% în mai 2013 și la 45,2% în mai 2014.
Bacaraua este cel mai important joc de masă din Macao, iar taxele din jocurile de baccarat reprezintă cea mai mare sursă de finanțare a guvernului din Macao.

## Reguli de joc
Jocul de bacara este unul destul  de complex, cu reguli precise. Cărțile au anumite valori, care sunt folosite pentru a realiza totalul fiecărui jucator. Cărțile între 1 și 9 au propriile valori, 10 și cărțile J, Q și K valorează 0 puncte, în timp ce As are valoarea 1. Scorul fiecărui jucător se calculează prin adunarea valorilor fiecărei mâini și păstrarea ultimei cifre. De exemplu, un jucător care are 2 și 5 va avea scorul de 7, în timp ce un jucător cu 9 și 7, va avea scorul 6 (9+7=16=6). Cea mai rea mână este cea care însumează 0 și este numită bacara, în timp ce cea mai bună mână este cea care însumează 9. În jocul de bacara nu există decât trei posibile rezultate: Jucător, Bancher sau Egalitate. Termenii de jucător și bancher nu se referă la jucătorii propriu-ziși și la casă, ci doar la o posibilitate de a paria pentru toți jucătorii. Fiecare versiune a jocului are reguli puțin modificate și o altă desfășurare a jocului.

## Versiuni de joc
Cea mai populară versiune de joc este cea întâlnită mai des în cazinouri din Statele Unite. În această versiune, sunt împărțite câte două cărți pentru Jucător și Bancher. Urmând anumite reguli de calcul deja stabilite, fiecare jucător poate primi o a treia carte în funcție de totalul inițial. În cazul în care totalul este de 8 sau 9, nu se vor mai împărți alte cărți. Urmând alte reguli, potul total va fi împărțit între câștigător și casa, care va primi un mic procent. Există și posibilitatea de egalitate. Versiune originală a jocului de bacara este numită acum chemin de fer. Regulile sunt puțin mai complexe în acest caz, cu jucătorii aflați în jurul mesei și rolul de Jucător sau Bancher luat de fiecare în ordine. În acest caz, în funcție de regulile mult mai complexe, se pot refuza anumite cărți. În Baccarat Banque, regulile sunt similare, diferența fiind poziția mai permanentă a băncii în cursul jocului. După cum se poate observa, regulile acestui joc sunt mai complicate decât la prima vedere, cu diferențe în funcție de fiecare club sau cazinou ce organizează acest joc.

## Bacara la cazinou
Majoritatea cazinourilor oferă o versiune a jocului de bacara, fiind unul dintre jocurile în care se pariază sume uriașe de bani. Sunt frecvente cazurile când se joacă mii de dolari pe o singură mână. Datorită acestui fapt, anumite cazinouri oferă săli separate pentru acest joc. Jocul de bacara a pătruns și în lumea cazinourilor online, fiind adoptat imediat, datorită popularității sale. Versiunea adoptată cel mai adesea de către cazinouri online este Punto Banco, datorită simplității regulilor. Jucătorii trebuie doar să decidă suma pe care vor să o parieze și pe cine vor paria.

## În cultura populară
Bacaraua, respectiv varianta chemin de fer, este un joc preferat al lui James Bond, agentul secret fictiv creat de Ian Fleming. Bond joacă acest joc în multe romane, mai ales în romanul de debut din 1953, Casino Royale, în care o mare parte din intrigă se învârte în jurul unui joc între Bond și ofițerul de SMERȘ Le Chiffre.